# 瓦尔德埃姆斯
瓦尔德埃姆斯（德語：Waldems，德語發音：[ˈvaltˌɛms]）是德国黑森州的一个市镇。总面积36.68平方公里，总人口5489人，其中男性2768人，女性2721人（2011年12月31日），人口密度150人/平方公里。